# Émile Jacotey
Pour les articles homonymes, voir Émile et Jacotey.
Albums de Ange
Au-delà du délire
(1974) Par les fils de Mandrin
(1976)
Singles
1. Ode à Émile
Sortie : août 1975

Émile Jacotey est le quatrième album du groupe français de rock progressif Ange, réalisé en 1975 sur le label Philips.

## Historique
Au départ, cet album doit être une adaptation musicale du Livre des légendes. Alors qu'Ange tourne en Angleterre, Christian Décamps reçoit un courrier de sa cousine qui contient un article du journal L'Est républicain sur un ancien maréchal-ferrant de Saulnot en Haute-Saône qui répond au nom d'Émile Jacotey, racontant des légendes locales.
Le personnage plaît tout de suite à Christian et une rencontre se fait au domicile d'Émile où quarante-cinq minutes de conversations sont enregistrées, et qui inspirent plusieurs chansons au groupe. Émile est né à Saulnot le 7 août 1890 et exerce son métier jusqu’à l'âge de soixante-dix ans. Sa voix sert de liens entre des compositions de la première face de l'album. Il meurt en 1978 à l'âge de quatre-vingt-huit ans.
Les titres de la première face de l'album sont composés pendant les balances audios effectuées avant les concerts, alors que ceux de la seconde sont composés à la hâte en studio. Christian Décamps qualifiera les titres de la face 2 de « bonnes maquettes, sans plus ».
L'album est réenregistré en 2014 et paraît sous le nom d’Émile Jacotey résurrection avec quatre titres inédits en supplément : Innocents les mains sales, Gustave & Lucie, Le Bouseux et Parallèles amoureuses. Il contient aussi des conversations supplémentaires d'Émile Jacotey enregistrées à l'époque de la première version de l'album. Cette nouvelle version est interprétée en concert et fait l'objet l'année suivante de l'album Émile Jacotey résurrection (live).

## Réception
Cet album se classe à la douzième place des palmarès français et sera certifié disque d'or en France pour plus de cent mille exemplaires vendus.

## Titres

### Version originale (1975)
| 1. | Bêle, bêle petite chèvre (suivi de la voix d'Émile qui parle de « la chèvre »)                                  | C. Décamps/D. Haas       | 3:50 |
| 2. | Sur la trace des fées                                                                                           | C. Décamps/J.M. Brézovar | 4:48 |
| 3. | Le nain de Stanislas                                                                                            | C. Décamps/F. Décamps    | 5:45 |
| 4. | Jour après jour                                                                                                 | C. Décamps/D. Haas       | 3:09 |
| 5. | Ode à Émile (précédé de la voix d'Émile qui parle de sa naissance en 1890 et de son métier de maréchal-ferrant) | C. Décamps/J.M. Brézovar | 3:03 |

| 1. | Ego et Deus                               | C. Décamps/F. Décamps/D. Haas/J.M. Brézovar/G. Biger | 17:40 |
|    | - Ego et Deus                             | C. Décamps/F. Décamps                                | 4:07  |
|    | - J'irai dormir plus loin que ton sommeil | C. Décamps/D. Haas                                   | 4:11  |
|    | - Aurélia                                 | C. Décamps/J.M. Brézovar                             | 2:54  |
|    | - Les noces                               | C. Décamps/G. Biger                                  | 6:28  |
| 2. | Le marchand de planètes                   | C. Décamps/G. Biger                                  | 4:17  |

### Version «Résurrection» (2014)
| No  | Titre | Auteur                   | Durée |
| --- | --- | ------------------------ | ----- |
| 1.  | Bêle, bêle petite chèvre (suivi de la voix d'Émile qui parle de « la chèvre »)                                                                               | C. Décamps/D. Haas       | 5:33  |
| 2.  | Sur la trace des fées | C. Décamps/J.M. Brézovar | 5:01  |
| 3.  | Le nain de Stanislas | C. Décamps/F. Décamps    | 4.58  |
| 4.  | Jour après jour | C. Décamps/D. Haas       | 5:20  |
| 5.  | Innocents les mains sales |                          | 3:52  |
| 6.  | Gustave & Lucie |                          | 6:27  |
| 7.  | Le bouseux (précédé de la voix d'Émile qui parle du cochon partagé par « l'esprit de famille »)                                                              |                          | 3:53  |
| 8.  | Ego et Deus (précédé de la voix d'Émile qui parle du pour et du contre du progrès)                                                                           | C. Décamps/F. Décamps    | 4:21  |
| 9.  | J'irai dormir plus loin que ton sommeil | C. Décamps/D. Haas       | 5:04  |
| 10. | Aurélia | C. Décamps/J.M. Brézovar | 3:12  |
| 11. | Les noces | C. Décamps/G. Biger      | 8:22  |
| 12. | Parallèles amoureuses |                          | 3:15  |
| 13. | Le marchand de planètes (précédé de la voix d'Émile qui parle du voyage vers la lune de 1969)                                                                | C. Décamps/G. Biger      | 7:19  |
| 14. | Ode à Émile (encadré par la voix d'Émile qui parle des soirées avec les voisins (début), de sa naissance en 1890 et de son métier de maréchal-ferrant (fin)) | C. Décamps/J.M. Brézovar | 6:31  |

### Version «Résurrection (Live)» (2015)
| 1.  | Bêle, bêle petite chèvre                                                                           | C. Décamps/D. Haas       | 4'08  |
| 2.  | Sur la trace des fées                                                                              | C. Décamps/J.M. Brézovar | 6'33  |
| 3.  | Le nain de Stanislas                                                                               | C. Décamps/F. Décamps    | 5'06  |
| 4.  | Jour après jour                                                                                    | C. Décamps/D. Haas       | 5:47  |
| 5.  | Innocents les mains sales                                                                          |                          | 3:43  |
| 6.  | Gustave & Lucie (suivi de la voix d'Émile qui parle du cochon partagé par « l'esprit de famille ») |                          | 7:31  |
| 7.  | Le bouseux                                                                                         |                          | 3:08  |
| 8.  | Ego et Deus                                                                                        | C. Décamps/F. Décamps    | 5:58  |
| 9.  | J'irai dormir plus loin que ton sommeil                                                            | C. Décamps/D. Haas       | 6:10  |
| 10. | Aurélia                                                                                            | C. Décamps/J.M. Brézovar | 3:21  |
| 11. | Les noces / cérémonial                                                                             | C. Décamps/G. Biger      | 10'16 |

| 1. | Parallèles amoureuses                                                            |                                     | 3:18 |
| 2. | Le marchand de planètes                                                          | C. Décamps/G. Biger                 | 8:35 |
| 3. | Ode à Émile (précédé par la voix d'Émile qui parle des soirées avec les voisins) | C. Décamps/J.M. Brézovar            | 8:20 |
| 4. | Fils de lumière                                                                  | C. Décamps/J.C. Pognant, F. Décamps | 4:12 |
| 5. | Tueuse à gages (Gâchette surprise)                                               | C. Décamps                          | 4:29 |
| 6. | À l'ombre des pictogrammes                                                       | C. Décamps                          | 6:55 |
| 7. | La colère des dieux (Apocalypso)                                                 | C. Décamps                          | 7:07 |

## Musiciens

### Version originale (1975)
- Christian Decamps : chant, claviers, percussions sur Jour après jour
- Francis Decamps : orgue, synthétiseur, piano, chœurs, 2de voix sur Le nain de Stanislas, cor de chasse sur Les noces
- Jean-Michel Brézovar : guitares, basse sur Jour après jour, mandoline sur Les noces
- Daniel Haas : basse, guitare acoustique sur Jour après jour
- Guénolé Biger : batterie, percussions, guitare électrique sur Jour après jour, marimba sur Bêle, bêle petite chèvre, vibraphone sur Ode à Émile

#### Voix additionnelle
- Émile Jacotey : narration sur Bêle, bêle, petite chèvre et Ode à Émile

### Version «Résurrection» (2014)
- Christian Decamps : chant, guitare, accordéon, claviers
- Tristan Décamps : claviers, chant, chœurs
- Hassan Hadji : guitares, chœurs
- Thierry Sidoum : basse, chant, chœurs
- Benoît  Cazzulini : batterie, percussions

#### Voix additionnelle
- Émile Jacotey : narration sur Bêle, bêle, petite chèvre, Le bouseux, Ego & Deus, Le marchand de planètes et Ode à Émile

### Version «Résurrection live» (2015)
- Christian Decamps : chant, guitare, claviers
- Tristan Décamps : claviers, chant, chœurs
- Hassan Hadji : guitares, chœurs
- Thierry Sidoum : basse, chœurs
- Benoît  Cazzulini : batterie, percussions

#### Voix additionnelle
- Émile Jacotey : narration sur Gustave & Lucie et Ode à Émile

## Équipe technique (1975)
- Henri Loustau : ingénieur du son
- Paul Houdebine : ingénieur du son
- Jean-Louis Labro : assistant
- Philippe Huart : pochette extérieure et graphisme
- Philippe Umbdenstock : illustration de la pochette intérieure

## Charts et certifications
| Pays   | Durée du classement | Meilleur classement |
| ------ | ------------------- | ------------------- |
| France | 16 semaines         | 12e                 |

| Pays   | Titre       | durée du Classement | Classement |
| ------ | ----------- | ------------------- | ---------- |
| France | Ode à Émile | 9 semaines          | 54e        |

| Pays   | Certification | Ventes    | Date |
| ------ | ------------- | --------- | ---- |
| France | Or            | 100 000 + | 1976 |